# Apakura Tholus
L'Apakura Tholus è una struttura geologica della superficie di Venere.